# Nina Berton
Pour les articles homonymes, voir Berton.
Nina Berton, née le 3 août 2001 à Kehlen, est une coureuse cycliste luxembourgeoise.

## Biographie
En 2023, Nina Berton termine meilleure grimpeuse du Tour de Normandie et du Festival Elsy Jacobs.

## Palmarès sur route

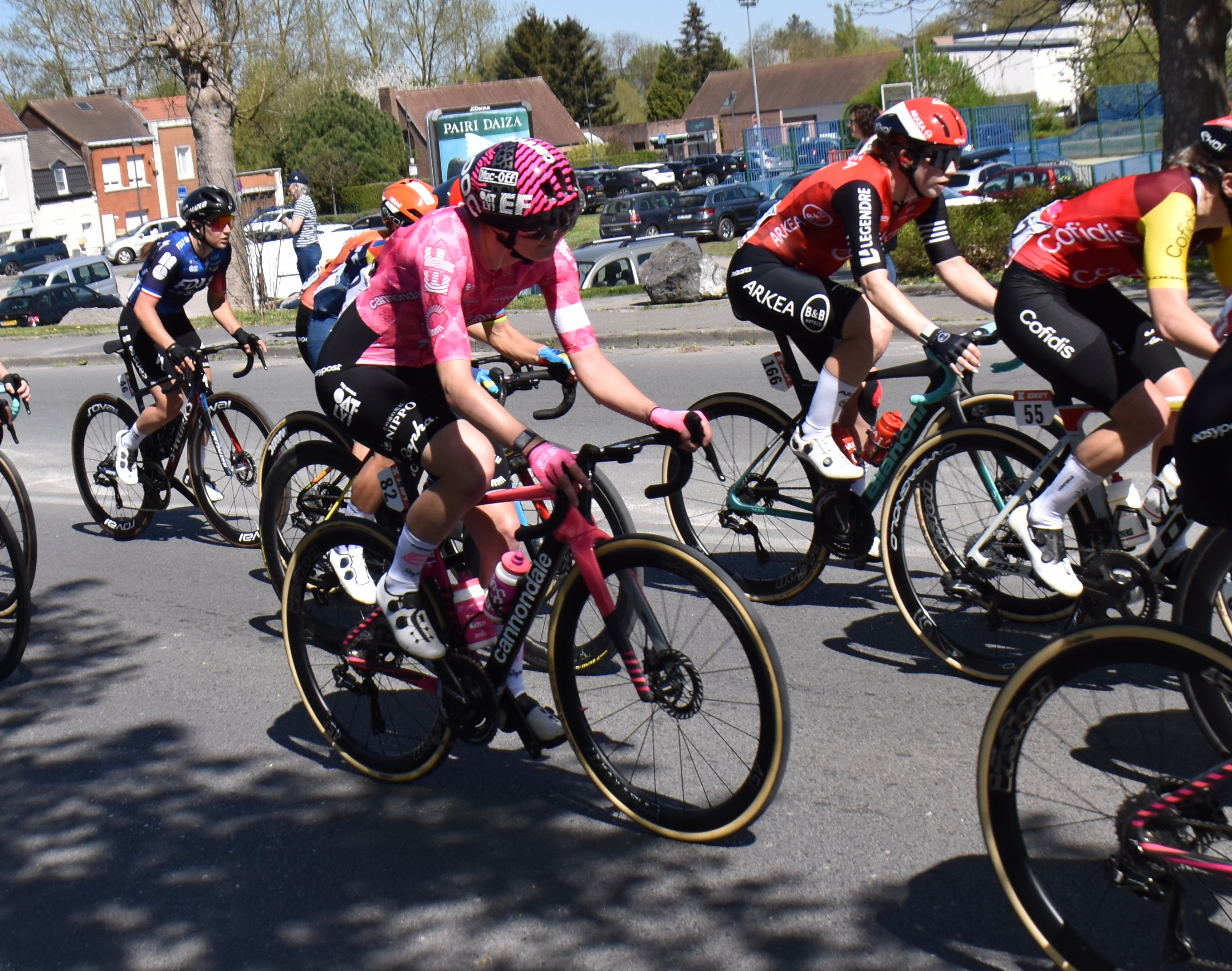
Nina Berton # 82 - Paris-Roubaix Femmes 2025.

### Par année
- 2018
  -  Championne du Luxembourg sur route juniors
  -  Championne du Luxembourg du contre-la-montre juniors
- 2019
  -  Championne du Luxembourg sur route juniors
  -  Championne du Luxembourg du contre-la-montre juniors
- 2020
  - 2e du championnat du Luxembourg sur route espoirs
  - 2e du championnat du Luxembourg du contre-la-montre espoirs
  - 3e du championnat du Luxembourg du contre-la-montre
- 2021
  -  Championne du Luxembourg sur route espoirs
  -  Championne du Luxembourg du contre-la-montre espoirs
  - 2e du championnat du Luxembourg sur route
  - 3e du championnat du Luxembourg du contre-la-montre
- 2022
  -  Championne du Luxembourg sur route espoirs
  -  Championne du Luxembourg du contre-la-montre espoirs
  - 2e du championnat du Luxembourg sur route
  - 2e du championnat du Luxembourg du contre-la-montre
- 2023
  -  Championne du Luxembourg du contre-la-montre espoirs
  - 10e du championnat du monde du contre-la-montre espoirs
- 2025
  -  Médaillée d'argent sur route des Jeux des petits États d'Europe
  -  Médaillée d'argent du contre-la-montre des Jeux des petits États d'Europe
  - 2e du championnat du Luxembourg sur route
  - 2e du championnat du Luxembourg du contre-la-montre

### Résultats sur les grands tours

#### Tour d'Italie
1 participation
- 2025 : 48e

#### Tour de France
2 participations
- 2023 : 83e
- 2024 : 98e

### Classements mondiaux
| Année                                 | 2020 | 2021 | 2022 | 2023 | 2024 |
| ------------------------------------- | ---- | ---- | ---- | ---- | ---- |
| Classement UCI                        | 276e | 255e | 331e | 324e | 199e |
| UCI World Tour                        | nc   | nc   | nc   | nc   | 157e |
|                                       |      |      |      |      |      |
| Légende : nc = non classéSource : UCI |      |      |      |      |      |

## Palmarès en cyclo-cross
- 2018-2019
  - 2e du championnat du Luxembourg de cyclo-cross espoirs
- 2019-2020
  -  Championne du Luxembourg de cyclo-cross espoirs
- 2021-2022
  - 3e du championnat du Luxembourg de cyclo-cross espoirs
- 2024-2025
  - 2e du championnat du Luxembourg de cyclo-cross